# 近藤啓太郎
近藤 啓太郎（こんどう けいたろう、1920年（大正9年）3月25日 - 2002年（平成14年）2月1日）は、日本の作家。

## 経歴

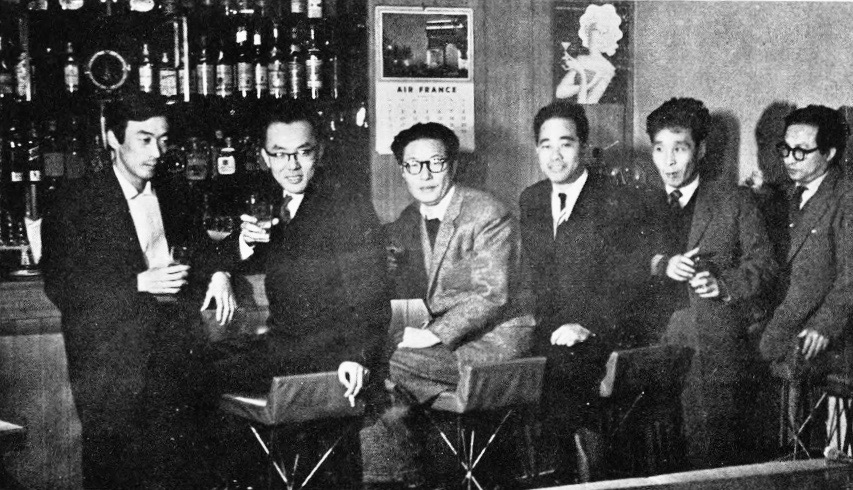
第三の新人の面々。左から吉行淳之介、遠藤周作、近藤啓太郎、庄野潤三、安岡章太郎、小島信夫。

三重県四日市市生まれ。第一東京市立中学校（現東京都立九段高等学校）を経て、東京美術学校日本画科卒業。戦後、千葉県鴨川で1年ほど漁業に従事する。その後鴨川中学校の図工科教師となり、教職のかたわら創作を行う。1952年、「遭難」を『早稲田文学』に発表してデビュー、1956年、「海人舟」で芥川賞受賞。第三の新人の一人に数えられ、阿川弘之、吉行淳之介、安岡章太郎らとは終生親しくつきあった。
愛犬家で中学生の頃からの日本犬保存会の会員であり、鴨川で家を建てた後は「八色犬舎」という犬舎号を登録して柴犬や紀州犬の繁殖を行い井上靖、遠藤周作ら作家仲間に柴犬の仔犬を譲ったり、安岡章太郎に紀州犬の仔犬を世話したりした。碁好きでも知られ、囲碁棋士の坂田栄男を描いた『勝負師一代』がある。
1960年代からは、好色通俗小説をもっぱら書いていた（家を建てたあと借金を返す必要があったと自ら語っている）が、1972年より「生々流転―横山大観」を『中央公論』に連載、また同年より発病した妻が翌年癌で死ぬと、そのさまを描いた私小説「微笑」を『小説新潮』に連載、以後作風に変化を来たし、美術もの、犬に関するエッセイなどを書き、1988年「奥村土牛」で読売文学賞受賞。山口洋子が小説家デビューした際の師匠でもあった。

## 著書
- 『海人舟』（文藝春秋新社、1956年）
- 『敗北の夜』（六興出版部、1957年）
- 『好奇な冒険』（珊瑚書房、1957年）
- 『冬の嵐』（新潮社、1959年）
- 『人魚おんもり物語』（講談社、1961年）
- 『似ている女』（七曜社（不作法随筆シリーズ）、1962年）
- 『女体』（集英社、1963年）
- 『高価な女』（東方社、1963年）
- 『美しき獣』（学習研究社（ガッケン・ブックス）、1963年）
- 『海の虹』（学習研究社、1964年）
- 『熱い砂』（光風社、1964年）
- 『悪女がいっぱい』（光風社、1965年）
- 『陰の色彩』（河出書房新社、1965年）
- 『艶話いなもの』（徳間書店（平和新書）、1965年）
- 『南の男』（青樹社、1966年）
- 『男たちとの夜』（桃源社（ポピュラー・ブックス）、1966年）
- 『はだかの悪戯 笑いと興奮のテクニック』（青春出版社（プレイブックス）、1966年）
- 『近藤啓太郎傑作シリーズ』全4巻（講談社、1967年）
- 『海』（河出書房新社、1967年）
- 『殺されなかった女』（双葉社（双葉新書）、1967年）
- 『青い躯』（桃源社（ポピュラー・ブックス）、1968年）
- 『裸の女神 ジプシー・ローズの生涯』（文藝春秋、1968年）
- 『素晴しい女』（徳間書店（Bed-side books）1968）
- 『桃とバナナ』（実業之日本社（ホリデー新書）、1968年）
- 『鯨女』（新潮社、1968年）
- 『甘すぎた夜』（サンケイ新聞社出版局、1968年）
- 『高級娼婦』（桃源社（ポピュラー・ブックス）、1968年）
- 『妖婦は十八歳』（双葉新書、1969年）
- 『裸女の影像』（桃源社（ポピュラー・ブックス）、1969年）
- 『間違われた女』（桃源社（ポピュラー・ブックス）、1969年）
- 『黒い薔薇』（桃源社（ポピュラー・ブックス）、1969年）
- 『近藤啓太郎の本』（ベストセラーズ、1970年）
- 『眠れない夜の酔夢譚』（ベストセラーズ、1970年）
- 『蜜子』（桃源社（ポピュラー・ブックス）、1970年）
- 『妖婦は昼下りに』（桃源社（ポピュラー・ブックス）、1970年）
- 『一銃一狗』（講談社、1971年）
- 『女の獲物』（桃源社（ポピュラー・ブックス）、1971年）
- 『芸妓』（実業之日本社（ホリデー新書）、1971年）
- 『極悪女』（桃源社（ポピュラー・ブックス）、1971年）
- 『めりけん美人酔夢譚』（桃源社（ポピュラー・ブックス）、1971年）
- 『微笑』（新潮社、1974年）、のち文庫
- 『大観伝』（中央公論社、1974年／中公文庫、1976年、復刊1991年／講談社文芸文庫、2004年）
- 『映画女優』（桃源社（ポピュラー・ブックス）、1974年）
- 『古事記　日本の古典1』（世界文化社、1975年、新版2006年）グラフィック解説
- 『微笑日記』（講談社、1975年）
- 『ぬた毛の犬』（六興出版、1976年）
- 『勝負師一代 囲碁専門棋士の実態』（ぶっくまん、1976年）
- 『ゲンコツおやじ教育論 ここ一番の気概をわが子に植えよ』（青春出版社、1977年）
- 『魔の翳り』（日本経済新聞社、1978年）
- 『しやらくせえあほくせえ』（角川書店、1979年）
- 『犬キチに捧げる本』（日本経済新聞社、1979年）
- 『近代日本画の巨匠たち』（新潮社、1980年）
- 『海風』（家の光協会、1980年）
- 『炎の色』（中央公論社、1981年）
- 『素朴な味』（日本経済新聞社、1982年）
- 『小雪さん』（実業之日本社、1983年）
- 『爛熟時代』（講談社、1983年）
- 『バサラ少年』（読売新聞社、1984年）
- 『娘の結婚』（講談社、1984年）
- 『菱田春草』（講談社、1984年）
- 『明るい暗室』（実業之日本社、1985年）
- 『奥村土牛』（岩波書店、1987年）
- 『犬バカものがたり』（ペップ出版、1988年）
- 『愛の記念碑』（ペップ出版、1989年）
- 『うまい魚と絵があれば』（日本経済新聞社、1990年）
- 『白閃光』（日本経済新聞社、1991年）
- 『虹の雫』（学習研究社、1993年）
- 『楽に死ぬのがなぜ悪い 長生きは不幸の始まり』（光文社、1993年）
- 『男あそび』（有楽出版社、1995年）
- 『母子像』（講談社、1996年）
- 『愛しき犬たち』（講談社、1997年）
- 『齢八十いまなお勉強』（安岡章太郎対談、光文社、2001年）
- 『日本画誕生』（岩波書店、2003年）